# Топиария
Топиария (или топиар; на латински: topiaria) е градинарска практика на отглеждане на многогодишни растения.
Чрез подрязване на листа и клонки от дървета, храсти и сухи храсти се създават скулптури и се развиват и поддържат ясно определени форми, които може да са реални геометрични или измислени нереални. Терминът се отнася и за растения, които са били оформени по този начин. Като художествена форма това е вид жива скулптура, наречена топиар.
Думата произлиза от латинската дума за декоративен ландшафтен градинар, топиарий (topiarius), създател на топии или „места“ – от гръцката дума τόπος, която римляните са приложили и при фиктивни закрити пейзажи, изпълнени в стенописи. Големината на топиарите може да бъде от размерите на сувенир до грандиозни композиции, украсяващи обширни публични пространства.
Растенията, използвани в топиарията, са вечнозелени, предимно дървесни, имат малки листа или игли, произвеждат гъста зеленина и имат компактни и/или колониални (т.е. прилепнали) навици на растежа. Обичайните видове, избрани за топиарни, са сортове от Европа: обикновен чемшир (от латински – Buxus sempervirens), видове туя (дърво на живота – лат. arborvitae), лаврови храсти (лат. Laurus nobilis), видове джел (самодивски чемшир, наричан още „остролист“ или „илекс“ – лат. Ilex), миртови (видовете Eugenia и Myrtus), тис и видове бирючи́на (лат. Ligustrum).
Понастоящем в модерните топиари се използват фиксирани телени клетки, за да се оформят растенията без да се режат с ножици или се подстригват само стърчащите клонки, но традиционното топиране зависи от търпението и стабилната ръка; бръшлянът с малки листа може да се използва за покриване на клетка и да даде външния вид на топиар през няколко месеца. В много случаи за създаване на градинска скулптура се използва рамка, направена от поцинкована тел или скелет от усукана (шестоъгълна) тел.
Живият плет е проста форма на топиария, използвана за създаване на граници, стени, врати или екрани.

## История

### Произход
Изкуството топиария води началото си от далечни времена – още по времето на Римската империя се появяват първите фигури. Авторът на „Естествена история“ Плиний и писателят на епиграми Мартиал, и двамата кредитирани от Гай Матий Калвин от кръга на Юлий Цезар, въвеждат първите топиари в римските градини, а Плиний младши описва в писмо сложните фигури на животни, надписи, кипери и обелиски, изрязани в зеленина в неговата тосканска вила („Послание към Aполинарис“). Вътре в атриума на римска къща или вила (място, което преди е било съвсем равно) чрез топиарията се създава миниатюрен пейзаж (топос), в който може да се използва изкуството на стръмни дървета, споменато неодобрително от Плиний („Естествена история“ XII.6).

### Далечен изток
Отрязването и оформянето на храсти и дървета в Китай и Япония се практикуват с еднаква взискателност, но по различни причини. Целта е да се постигне изкусен израз на „естествените“ форми на вечно зелени борове, дадени от силите на вятъра и времето. Най-концентрираните им изрази са в сродните изкуства, видоизменения на топиарията, станали популярни като японски бонсай и китайски пенцзин.
Японските облачни дървета са най-близко до европейското изкуство: облачните форми на подрязания растеж са проектирани да бъдат най-добре оценени след снеговалеж. Японските сухи каменни градини (на японски каресансуй) използват широко карикоми (топиарна техника за подрязване на храсти и дървета в големи извити форми или скулптури) и хако-зукури (храсти, закрепени в кутии и прави линии).

### През Ренесанса
В периода на възраждането през XVI век в Европа се появяват градини, в които растенията биват оформяни във форма на куб, сфера, пирамида, модели на дървета и форми, изобразяващи хора, животни и други обекти.
През Ренесанса топиарията се вижда на градински парте́ри и терасовидни градини на европейския елит, както и в обикновените градини на вилите; Барнабе Гоудж, около 1578 година, открива, че „жените“ (означаващо от малко по-лека класа) „са въвели модата да подрязват розмарин с формата на кола, паун или такива неща, каквито те харесват“. През 1618 г. свещеникът Уилям Лорсън предлага:

„Градинарят ви може да оформя по-малкото ви дърво във формата на въоръжени мъже, готови да водят битка на бойното поле или бързо движещи се сиви хрътки да гонят дивеч или да ловуват заек.“
По това време топиарията е била много използвана във Версай. За имитаторите не е било сложно да изработват топиари от ниски живи плетчета и грънчарски дървета, подрязани като топки по стандартите, прекъснати от обелиски в ъглите, с които да осигуряват вертикалните черти на плоските партéрни градини. Скулптурните форми са осигурени от каменни и оловни скулптури. Топиарията също е широко разпространена и в Холандия, където обаче е създадена модата за по-сложни топични дизайни. Този френско-холандски градински стил се е разпространил в Англия от 1660 година и там получава мощно развитие. Традиционните топични форми използват листа, подрязани и/или обучени в геометрични форми като топки или кубчета, обелиски, пирамиди, конуси или пластини и заострени спирали. Също са популярни и представителни форми, изобразяващи хора, животни и изкуствени предмети. Кралският ботаник Джон Паркинсон харесва форми на зверове, птици или мъже. Първият избор за ранната модерна топиария обикновено са вечнозелените растения, при това водещи са тис, самшит и други растения.
[[Файл:Kensington.Palace.by.Kip.1724.jpg|мини|300px|[[Дворецът [Кенсингтън (дворец)|Кенсингтън]] в Лондон от юг, от Ян Кип (1724). Засаждането на партéрните е било от Хенри Уайз]]
През 1708 – 1709 г. се правят неуспешни опити за създаване на нереална топика с подрязани живи плетове и облицовки, както и стоящи конуси и обелиски в английски партерни градини на аристокрацията и дребното дворянство, изобразени на творбата „Британия Илюстрата“ от холандския чертожник Ян Кип, сътрудничил с Леонард Книйф. Тя представлява карта на части от Великобритания 1707 – 9 г. Плочата от фолио на илюстрацията е направена за Британия Илюстрата през 1707 – 8 г. и посветена на кралица Ана. Плочата е препечатана непроменена през 1724 г. Акварелът е модерен. Традиционното оформление от XVII век от чифт площадки, разделени от централна чакълеста алея, всяка от които разделена на четири, изглежда е оцеляло от пред-кралското съществуване на двореца като Нотингам Хаус.

## Галерия
Интересни образци на топиари може да се наблюдават в градината на замъка Виландри (Франция), замъка Хаутфорд (Дордон, Франция), градината Хинкот Мейнър (Великобритания), Каштелу-Бранку (Португалия), Гурзуфски парк (Крим) и др.
Замък на Виландри (Франция)
- Лятото на 2004 г.
- 3 април 2005
- 21 януари 2006
- 21 януари 2006
- 26 април 2007
- 17 август 2010
- 26 август 2010
- 26 август 2010
- 26 август 2010
- 16 септември 2012
- 11 май 2013
- 5 октомври 2014

Други топиари в Европа
- Каштелу-Бранку, Португалия
- Kингстон Лейси, Великобритания
- Беклей Парк, Оксфордшир, Великобритания
- Градината Хинкот Мейнър, Великобритания
- Градината Хинкот Мейнър, Великобритания
- Градината Хинкот Мейнър, Великобритания
- Пътека от топиари към църквата „Свети Петър“ в Хенфилд, Англия
- Топиар на стъклената къща Буш в Стоунхаус, Англия
- „Зелено прасе“ до църквата на Халтън, Англия.
- Aвеню Hornbeams в градините на Eйригнак Мейнър в Дордон, Франция
- Обикновен тис, издълбан като топиар в градините на замъка Хаутфорд, Дордон, Франция
- Топиар на катерица в имението „Старата зала на Руфорд“, Руфорд, Ланкашър, Англия
- Паркът в Гурзуф в Крим